# Hermann Daniel Hermes
Hermann Daniel Hermes (* 24. Januar 1734 in Petznick bei Stargard in Pommern; † 12. November 1807 in Kiel) war ein deutscher evangelischer Theologe.
Hermes besuchte die Schule in Wernigerode und die Universität Halle und wurde Hauptpastor an der Magdalenenkirche in Breslau. Hermes galt als preußischer Ketzerrichter und wurde ohne Begründung aus dem Amt entlassen.
1805 erfolgte seine Ernennung zum Kirchenrat in Kiel und als Professor der Theologie an der Kieler Universität.
Er war verheiratet mit Dorothea Elisabeth Kannenberg, Tochter des Brauers Christian Kannenberg in Stargard in Pommern.

## Veröffentlichungen
- Sammlung einiger Predigten. Korn, Breslau 1779.

- Passionspredigten. Fünf Bände. Korn, Breslau 1782–1785.
- Briefe über den Lehrbegriff der protestantischen Kirche. Kummer, Leipzig 1800.
- Versuch zweckmäßiger Betrachtungen über die biblischen Weissagungen überhaupt und besonders über die Offenbarung Johannis. Kummer, Leipzig 1801.
- Ueber das Selbst- oder Eigenwirken im Christenthum. Fues, Tübingen 1805.
- Herr, siehe, den du lieb hast, ist krank. Eine kurze Anweisung zu einem Gott wohlgefälligen Verhalten auf dem Krankenbette. 2. Aufl. Fues, Tübingen 1820.